# Amanite jonquille
Amanita gemmata
Espèce
Synonymes
- Agaricus gemmatus Fr. 1838 - basionyme
- Amanita junquillea Quélet, 1876

L'Amanite jonquille (Amanita gemmata) est une espèce de champignons basidiomycètes de l'hémisphère nord du genre Amanita dans la famille des Amanitaceae.

## Description
Cette amanite est de port et de stature très variables. Elle se développe [Où ?] même en hiver quand il fait doux, normalement d'avril à novembre, surtout sur les sols acides et sableux. Le chapeau (5–11 cm) est jaune clair, ochracé, parfois blanchâtre, et porte des plaques mollement collées provenant du déchirement de la volve blanche. Le pied, assez court, est quelquefois renflé en bas, où il est entouré d'une collerette membraneuse, entière ou déchirée, basse, qui peut se réduire à une ligne ou un bourrelet peu marqué, surtout si le pied est plutôt atténué inférieurement. La volve est fragile, blanche comme les lames.
- Dimension : jusqu'à 11 cm
- Couleur : jaune de beurre clair
- Pied et lamelle : blancs
- Anneau : blanc, fragile
- Volve : fragile

## Toxicité
C'est une espèce psychotrope potentiellement toxique. Elle provoque les mêmes symptômes que l'Amanite panthère et l'Amanite tue-mouches.

## Galerie

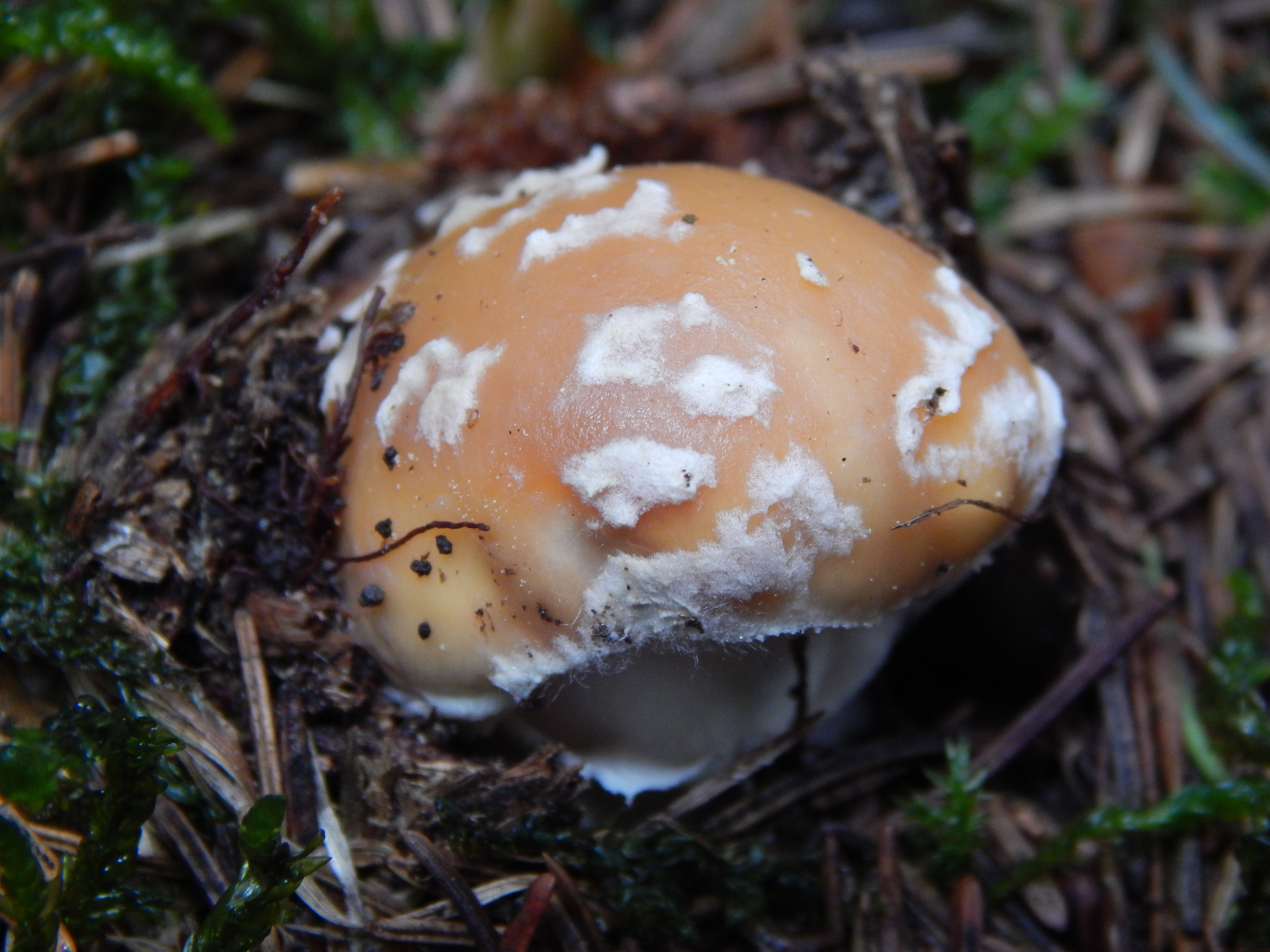
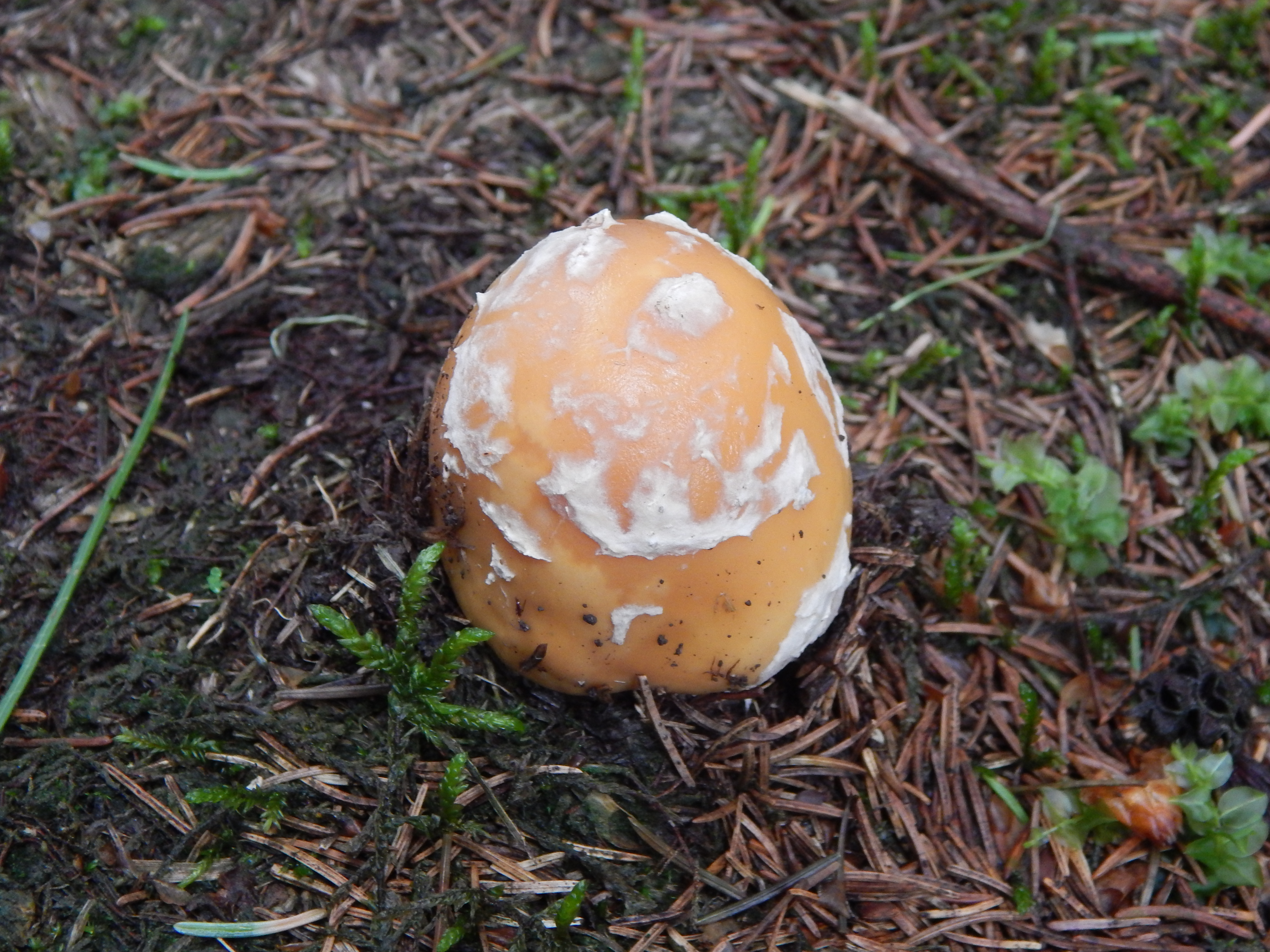
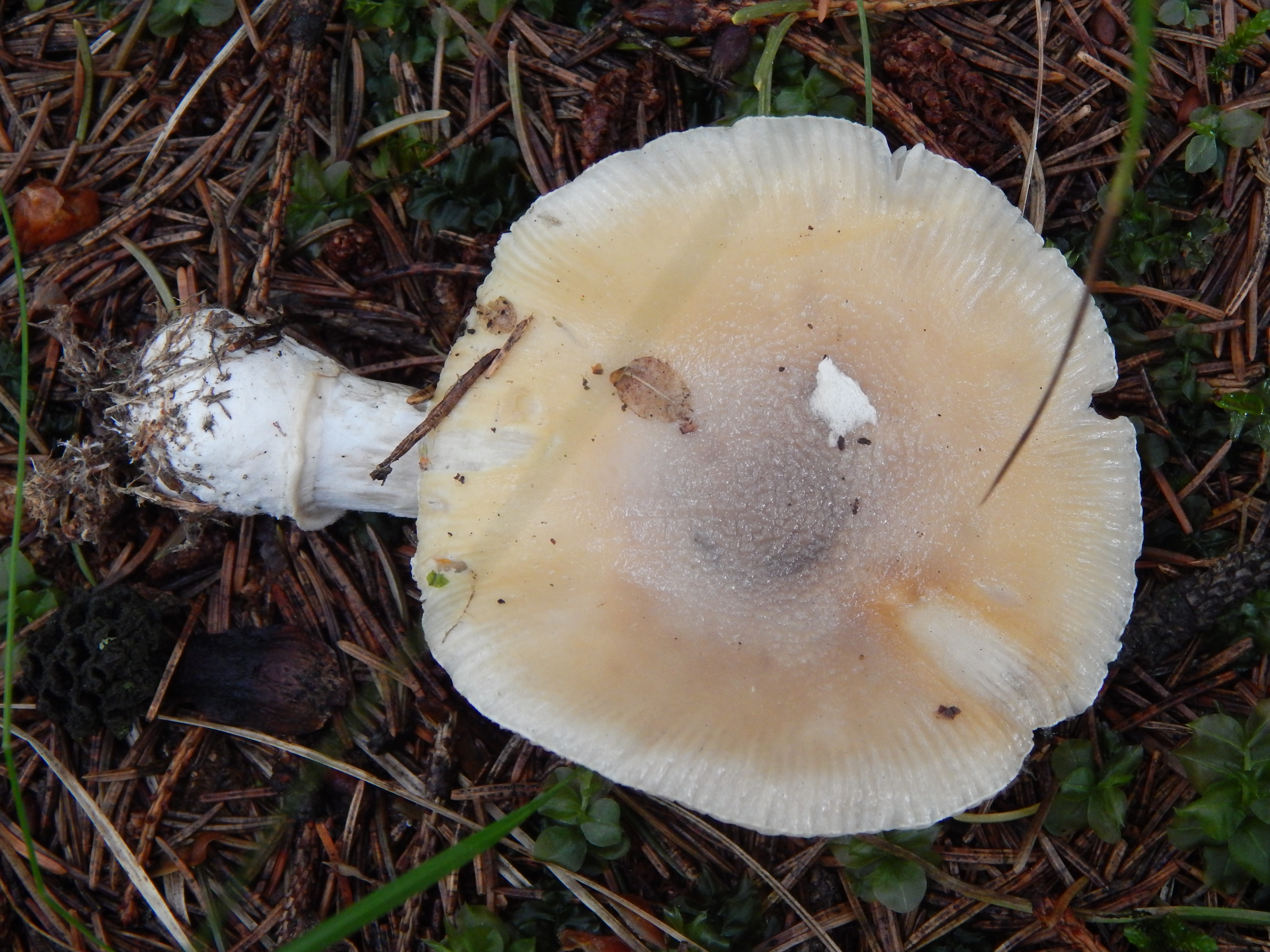